# Park Chan-sook
Dans ce nom coréen, le nom de famille, Park, précède le nom personnel.
Park Chan-sook, née le 3 juin 1959 à Séoul, est une joueuse de basket-ball sud-coréenne .

## Carrière
Avec l'équipe de Corée du Sud de basket-ball féminin, elle est médaillée d'or aux Jeux asiatiques de 1978, médaillée d'argent au Championnat du monde de basket-ball féminin 1979, aux Jeux asiatiques de 1982 et aux Jeux olympiques d'été de 1984.